# Pseudochalcura alba
Pseudochalcura alba is een vliesvleugelig insect uit de familie Eucharitidae. De wetenschappelijke naam is voor het eerst geldig gepubliceerd in 2009 door Heraty & Heraty.